# Marjena Moll
Marjena Moll (Amsterdam, 18 december 1967) is een Nederlands schrijver. Ze is een zus van presentatrice Jorinde Moll.
Na het behalen van het vwo heeft ze een jaar in Parijs gewoond. Na een korte periode studie Rechten heeft Moll zich aangemeld voor de toneelschool in Amsterdam. Na de toneelschool staat ze in verschillende theaterproducties zoals Aan het einde van de Aspergetijd, De Stille Kracht en Gek van Vrouwen. Hierna specialiseert ze zich in het geven van communicatietrainingen via een rollenspel bij bedrijven. Daarna gaat Moll zich weer richten op acteren en heeft ze gastrollen gehad in Baantjer, Gooische Vrouwen en Unit 13. Van 2006 tot en met 2008 speelde ze Anna Persijn in de soap Onderweg Naar Morgen. Moll begon in 2015 met een coachingsprogramma om vrouwen te helpen met afvallen. 

## Boek
- Etenslessen, Stap uit je toxische relatie met eten en creëer blijvend gewichtsverlies, (2025)

## Filmografie

### Film
- Aan het eind van de aspergetijd, 1997 (Sophie)
- Just a Moment, 1997

### Tv-series
- Unit 13, 1998 (Mevr. Mr. Kooyman)
- Baantjer, 1996 (Betty de Wijn)
- Grijpstra & De Gier, 2005 (rol onbekend)
- Gooische vrouwen, 2005 (rol onbekend)
- ONM, 2006-2008 Anna Persijn

### Theater
- Aan het einde van de Aspergetijd
- De Stille Kracht
- Gek van Vrouwen